# Kuden
Kuden est une commune allemande de l'arrondissement de Dithmarse, Land de Schleswig-Holstein.

## Géographie
Kudun se situe au bord du Geest, près d'une falaise faisant partie autrefois de la côte de la mer du Nord qui domine le Kudensee et le Burger Au.
|         | Quickborn |                 |
| Dingen  | Kuden     | Buchholz        |
| Eddelak | Averlak   | Ecklak Kudensee |

Kuden se trouve le long du canal de Kiel.

## Histoire
Vers 800, on érige un grad dont les fondations disparaissent dans le marais et il ne reste qu'une prairie.
Kuden est mentionné pour la première fois au XIIIe siècle ou au XIVe siècle.